# 大河内惇
大河内 惇（おおこうち じゅん）は、NHKのアナウンサー。
東京都出身。慶應義塾志木高等学校、慶應義塾大学経済学部卒業後、2013年入局。初任地は金沢放送局。

## 嗜好・挿話
- 4歳からピアノを初め、大学時代は東京六大学ピアノ連盟に加盟している「慶應ピアノ・ソサィエティー」に4年間所属した[1][2][3]。大学卒業後は5年ほどピアノをまともに弾いていないと話している[4]。
- 2児の父親である。

## 現在の担当番組
- ほっとニュース道北・オホーツク（キャスター：2024年4月1日[5] - ）
- あさイチ北海道地域中継リポーター（2024年4月 - ）[6]

## 過去の担当番組
金沢放送局時代（2013年度 - 2016年度）
- 土曜スタジオパーク（2013年5月25日） - 新人お披露目
- 石川県のニュース・中継・リポート
- かがのとイブニング（キャスター代行など）
- じわもんラジオ
- 着信御礼!ケータイ大喜利（2013年11月16日・2014年5月31日）

高松放送局時代（2017年度 - 2020年8月）
- 香川県のニュース
- ゆう6かがわ（2017年4月 - 2020年3月）
- ひるブラ（2017年11月14日、15日）
- アイデア対決・全国高等専門学校ロボットコンテスト四国地区大会（司会：2018年12月17日）
- さぬきドキっ（不定期）

札幌放送局時代（2020年9月 - 2023年度）
- さわやか自然百景「北海道 ウトナイ湖 冬から春」ナレーション（2021年4月18日）
- ほっとニュース北海道・ほっとニュース道央いぶりDAYひだか
  - 瀬田宙大のキャスター代行（2022年7月25日 - 28日、8月29日 - 9月2日、9月5日 - 9日、2023年3月29日）
  - 神門光太朗のキャスター代行（2024年2月5日 - 6日）
  - ニュースリーダー（不定期）
- 北海道のニュース
  - ニュース北海道645
  - ほっとニュース845
- 北海道まるごとラジオ

旭川放送局時代（2024年度 - ）
- NHKきょうのニュース（谷口慎一郎のキャスター代行・2024年9月7日 - 8日、正午、13時、15 - 18時の定時ニュースも担当。）